# Ventrikel (hart)
De ventrikels of hartkamers zijn de holten in het hart waarmee door samentrekking van de hartspier het bloed de slagaders in gestuwd wordt. Het linkerventrikel stuwt zuurstofrijk en koolstofdioxidearm bloed het lichaam in en is verantwoordelijk voor de bovendruk zoals die met een bloeddrukmeter gemeten wordt. Het rechterventrikel stuwt zuurstofarm en koolstofdioxiderijk bloed naar de longen.

## Kleppen
Als de ventrikels samentrekken (systole) zijn de kleppen tussen atria en ventrikels gesloten (zodat het bloed niet teruggepompt wordt) en de kleppen naar de longslagader en de aorta open. Als de ventrikels ontspannen en zich vullen (diastole) is dat juist andersom.